# Giovanni Guidi
Giovanni Guidi (Sanremo, 2 marzo 1903 – Sanremo, 22 luglio 1976) è stato un politico italiano.

## Biografia

### L'attività podestarile
Diplomato al Liceo classico Gian Domenico Cassini, Guidi si è laureato alla facoltà di Giurisprudenza dell'Università di Genova nel 1925. A soli trenta anni, il 7 ottobre 1933 è stato nominato podestà di Sanremo, ricevendo le consegne dal commissario prefettizio Michele De Masellis. 
Sotto la sua amministrazione Sanremo registrò un profondo mutamento urbanistico. In particolare, fu portata a termine la realizzazione del campo ippico e dello stand del Tiro al Piccione, precedentemente messi in cantiere dal podestà Pietro Agosti. Si realizzò, inoltre, l'allargamento di Corso Imperatrice, operazione che aveva comportato l'acquisto e la demolizione della chiesa scozzese di Sant'Andrea, l'Alexandra tea room e la Casinetta delle Rose; sempre nell'ambito delle operazioni di ampliamento del Corso Imperatrice, l'operazione più complessa fu sicuramente l'abbattimento della facciata sud dell'Hotel Riviera Palace, con il conseguente arretramento dell'edificio e la ricostruzione senza alterazione delle linee architettoniche in stile Liberty. 

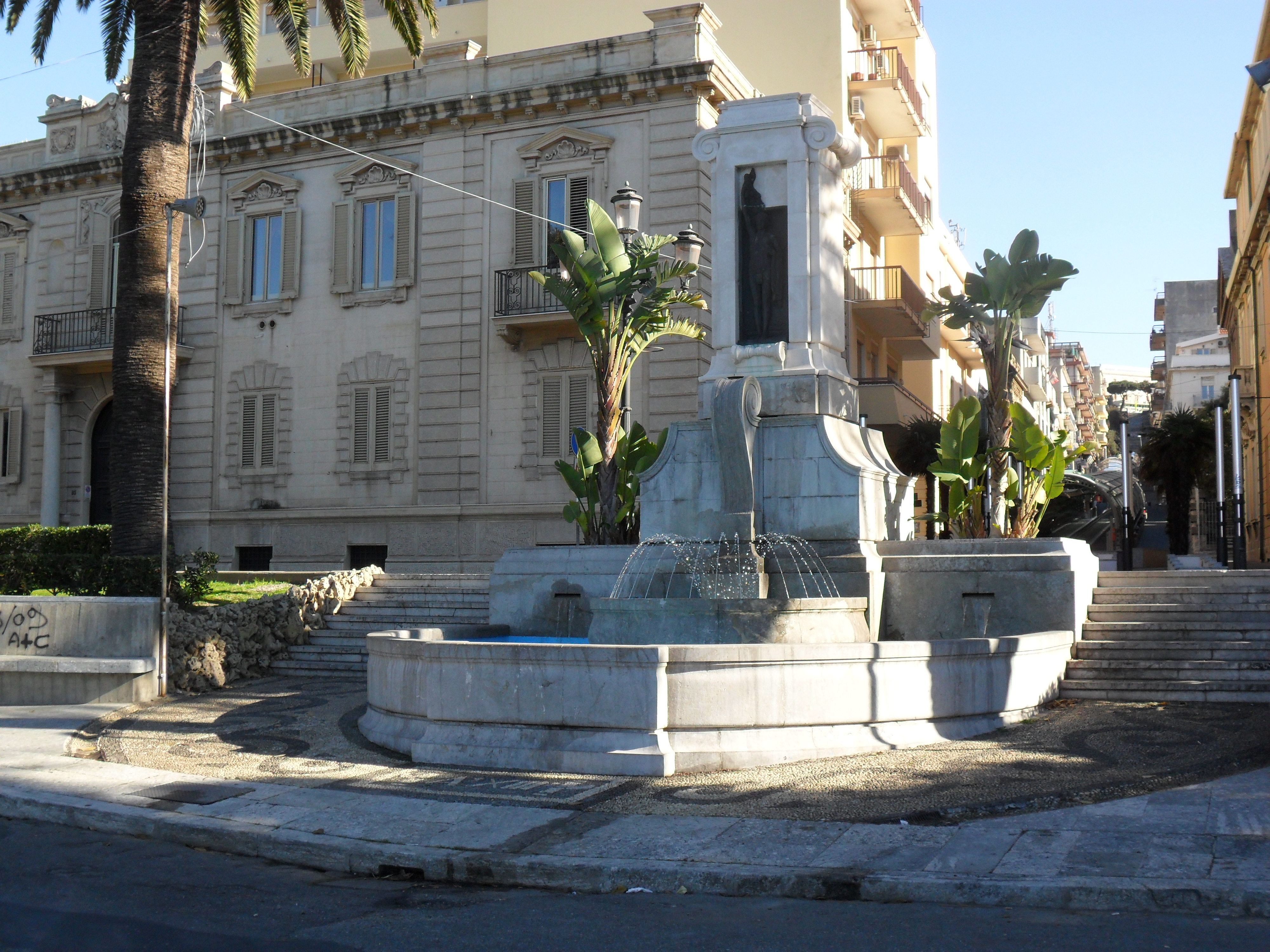
La fontana monumentale di Sanremo sormontata dalla “M” mussoliniana in una immagine d'epoca

Sul fronte del mare, al fine di permettere un miglior cono visuale, si procedette agli espropri dell'area di Pian di Nave e al conseguente abbattimento degli edifici che vi sorgevano; lì, il 4 novembre, in occasione della visita del nuovo sottosegretario all'Agricoltura Giuseppe Tassinari, si inaugurò la fontana luminosa, opera dello scultore Giovanni Prini, raffigurante una enorme “M” mussoliniana. Ai lati della fontana furono posti i cannoni usati nel 1753 dalla Repubblica di Genova per bombardare la città, all'epoca ribelle. Si provvide, ancora, a eliminare i vecchi tram della città, in favore di più moderni trolleybus, permettendo, con la contestuale eliminazione dei binari, il rifacimento del manto stradale, in modo che Via Vittorio fosse dotata di una nuova mattonellatura in sostituzione delle antiche pietre, cosa che avvenne anche con i marciapiedi, che furono ripiastrellati in quarzite.
Su iniziativa del podestà Guidi fu fondata, nel dicembre 1933, l'Orchestra Sinfonica municipale, che ebbe sede nel Teatro Principe Amedeo (bombardato durante la guerra, non fu più ricostruito); un concerto dell'Orchestra fu effettuato anche presso la E.I.A.R. a Roma e trasmesso in tutta Italia. Nel 1934 furono inaugurate le scuole di via Volta. Il 28 ottobre 1936 fu inaugurata la funivia Sanremo-Monte Bignone alla presenza del sottosegretario alle Comunicazioni Giovanni Host-Venturi. Nell'autunno 1939 fu inaugurato dal podestà l'Ospedale Civico.

### L'attività parlamentare
Alle elezioni politiche italiane del 25 marzo 1934 il Podestà Guidi, insieme al federale del PNF Ernesto Parodi, fu eletto Deputato al Parlamento per la "Corporazione delle costruzioni edili"; (Governo Mussolini). In occasione della vittoria elettorale fu inaugurata la nuova Casa del Fascio in via Manzoni.
Come deputato portò avanti con forza iniziative volte a migliorare i collegamenti e i trasporti nella provincia di Imperia battendosi per l'elettrificazione della linea ferroviaria Savona-Ventimiglia e le opere di ampliamento della via Aurelia in modo che ne traesse vantaggio soprattutto il turismo.
Nel dicembre 1939, dopo sei anni di mandato, Giovanni Guidi si dimise dalla carica podestarile, per arruolarsi volontario nelle truppe in partenza per il fronte di Albania. Al suo posto fu nominato per breve tempo il commissario prefettizio Camillo Bruni e infine, nel gennaio 1940, il nuovo podestà Silvio Silvestri, un questore in pensione che già aveva svolto incarichi di pubblica sicurezza a Sanremo.

Guidi presenzia alla posa della targa intitolata ad Antonio Rubino

Nel 1960, alle elezioni comunali di Sanremo, si presentò come indipendente nel Partito Liberale Italiano, risultando eletto consigliere con largo consenso. Giovanni Guidi, che dalla cittadinanza era ormai affettuosamente soprannominato "Il Podestà", dal 1962 al 1972 fu presidente della associazione culturale "Famija Sanremasca".

## Opere
- 1975
  - Pinzimonio